# سايوز جويانا
سويوز في مركز جويانا للفضاء هو أحد برامج وكالة الفضاء الأوروبية لتشغيل مركبات الإطلاق (سويوز 2) من مركز جويانا للفضاء، وتوفير القدرة على إطلاق متوسط الحجم لأريان سبيس لمرافقة صاروخ فيغا الخفيف و أريان 5 الثقيل.
وتقوم وكالة الفضاء الفيدرالية الروسية بتطوير مركبة سويوز في مركز الدولة للبحوث والإنتاج الفضائي-التقدم و نبو لافوشكين، بينما يتم توفير المعدات التقنية من قبل شركة إيرباص ومجموعة تاليس وروغ.:28–30
وأعلنت وكالة الفضاء الأوروبية عن مشروع أريانسبيس سويوز في عام 2002.
وبدأ التعاون مع روسيا في إنشاء موقع الإطلاق لِسويوز في مركز جويانا للفضاء، بالأضافة لتطوير مركبة الإطلاق (سويوز) في مركز جويانا للفضاء، وقد تم التوقيع على الأتفاقيات المتعلقة بالبرنامج في عام 2003 وبدأ تمويله في 4 شباط / فبراير 2005. وبدأت أعمال الحفر الأولية لمجمع إطلاق سويوز في عام 2005، ليبدأ البناء في عام 2007، وتم الانتهاء من مجمع الإطلاق في أوائل عام 2011،   مما يسمح لأريانسبيس بتقديم خدمات الإطلاق على متن (سويوز ست-بي) لعملائها.
استخدمت رحلتين من الرحلات الجوية المبكرة للبرنامج مركبة (سويوز ست-أي) وهي VS02 و VS04، بالأضافة إلى الرحلة الأخيرة بهذه المركبةVS17) )، جهزت أريانسباس 23 صاروخ سويوز منذ عام 2011 وهو ما يكفي لتغطية احتياجاتها حتى عام 2019 بوتيرة من ثلاث إلى أربع عمليات إطلاق في السنة.:10